# Rebrače
Rebrače (znanstveno ime Ctenophora) so deblo morskih živali, ki poseljujejo svetovne oceane. Imajo želatinasto telo s telesno steno iz dveh plasti celic, ime pa so dobile po vrstah migetalk oz. »rebrih«, s katerimi plavajo. Nekatere zrastejo več kot meter v dolžino in so največje živali, ki se premikajo z migetalkami. Sicer so po številu vrst majhna, a po telesni zgradbi raznolika skupina. Njihova krhkost otežuje preučevanje, zato so v splošnem slabo raziskane.

## Telesne značilnosti
So dvojno (biradialno) somerne živali – telo, ki je običajno hruškaste oblike, je iz dveh polobel, popolno dvobočno somernost prekinjata dve dolgi, razvejani lovki. Na enem polu so usta, na drugem pa t. i. apikalni organ in parni analni pori. Večino telesne prostornine predstavlja zdrizasta mezogleja, mezodermalno vezivno tkivo, ki ga prepredajo vlakna, amebocite in velike mišične celice. Telesna stena je iz zunanjega epidermisa, ki vsebuje čutilne celice in mukozne žlezne celice, ter notranje plasti iz celic gladkega mišičja. Največkrat so prosojne, nekatere vrste pa so tudi živobarvno pigmentirane.
Njihova »rebra« so vrste ploščic iz glavničasto razporejenih orjaških migetalk. Imajo osem takih reber, ki potekajo kot poldnevniki vzdolž telesa, približno štiri petine razdalje med ustnim in apikalnim polom. Plavajo z valovitim zamahovanjem teh ploščic, s spremembo smeri valovanja lahko tudi ritensko. Lovki (tentakla) izraščata iz globokega epidermalnega kanala, v smeri približno 45º stran od apikalnega pola. Sta uvlačljivi, razvejani in poraščeni s posebnimi lepilnimi žlezami, imenovanimi koloblasti. Del rebrač je brez lovk.
Usta se nadaljujejo v omigetalčeno žrelo, ki se odpira v želodec, iz njega pa vodi biradialno razcepljen sistem črevesnih kanalov z množico por, ki vodijo v mezoglejo. Prebava je tako znotraj- kot zunajcelična, neprebavljeni ostanki pa se izločijo skozi analni pori in usta. Razpršeno živčevje je sestavljeno iz omrežja živčnih celic pod epidermisom, ki so posebej goste pod »rebri«. Edini čutilni organ je t. i. apikalni organ s statolitom, ki zaznava spreminjanje orientacije. Skoraj vse rebrače so hermafroditi, torej razvijejo tako moške kot ženske gonade. Oploditev je večinoma zunanja. Prepoznavne so tudi po barvitosti; vse rebrače so bioluminiscenčne, svetlobne celice se nahajajo ob črevesnih kanalih pod »rebri«, vendar oddajajo le šibko svetlobo v modrem ali zelenem delu spektra, vidno samo v temi. Bolj očitne so mavrične iridescenčne barve, ki nastanejo zaradi uklona svetlobe na »rebrih« in se spreminjajo s kotom opazovanja.

## Ekologija in evolucija
So planktonski morski organizmi, ki živijo od obalnih predelov do globokomorskih voda, posledično je med njimi precej razlik v telesni zgradbi. Globokomorske rebrače so večjih dimenzij, priobalne pa morajo imeti tršo konstitucijo da prenesejo delovanje valov. Vse so plenilske, lovijo druge planktonske živali, kot so ceponožni raki, nekatere vrste tudi druge rebrače. Tudi načini prehranjevanja so raznoliki, nekatere se pasejo po drobnih planktonskih živalih, ki jih obdajajo, druge lovijo plen z lovkami kot pajki z mrežo, spet tretje mirujejo in se nenadoma poženejo za plenom, ko se dovolj približa.
Taksonomija je še zelo nedodelana, opisanih je nekaj manj kot 200 vrst, ki pa še niso urejene v smiseln sistem, mnogo jih je bilo v preteklosti opisanih večkrat pod različnimi imeni, zaradi česar vlada na tem področju zmeda. Zaradi podobnosti meduzam ožigalkarjev so jih taksonomi dolgo obravnavali kot njihove bližnje sorodnike, vendar so v telesni zgradbi obeh skupin bistvene razlike, tako da se je pojavila razlaga, da so rebrače mnogo izvornejši takson. Šele leta 2013 je bil v celoti razvozlan genom, ki je nakazal, da so rebrače celo najstarejša živalska skupina, t. i. sestrski takson vsem ostalim živalim in torej starejše tudi od preprostejših spužev, okrog česar zdaj poteka živahna strokovna razprava.
Zaradi krhke telesne zgradbe je fosilni zapis skromen, dva fosila, ki potrjeno pripadata rebračam, datirajo v zgodnji devon pred približno 400 milijoni let, obstaja pa še nekaj starejših najdb iz sredine kambrija (pred 505 milijoni let), ki se od sodobnih rebrač precej razlikujejo in torej o njihovi uvrstitvi paleontologi še niso soglasni.